# Dobra Sela
Dobra Sela är en ort i Montenegro. Den ligger i den centrala delen av landet, 60 km norr om huvudstaden Podgorica. Dobra Sela ligger 1 205 meter över havet och antalet invånare är 158.
Terrängen runt Dobra Sela är huvudsakligen kuperad, men västerut är den bergig.  Runt Dobra Sela är det ganska glesbefolkat, med 48 invånare per kvadratkilometer. Närmaste större samhälle är Šavnik, 1,4 km sydväst om Dobra Sela. Omgivningarna runt Dobra Sela är en mosaik av jordbruksmark och naturlig växtlighet.